# Jan Niewiński
Jan Niewiński (ur. 27 grudnia 1920 w Rybczy, zm. 13 marca 2015 w Warszawie) – żołnierz AK, dowódca samoobrony polskiej w Rybczy w czasie rzezi wołyńskiej (IX 1943-III 1944), pułkownik MSW w stanie spoczynku, działacz sportowy i społeczny, przedsiębiorca-ogrodnik.

## Życiorys
Urodził się 27 grudnia 1920 roku, jako syn Wawrzyńca Niewińskiego, rolnika z Rybczy. W młodości uczęszczał do pobliskiego Liceum Krzemienieckiego.
Po agresji ZSRR na Polskę jego ojciec został w maju 1940 r. aresztowany przez NKWD, Jan Niewiński do ataku III Rzeszy na ZSRR ukrywał się. Od marca 1943 współorganizator i uczestnik samoobrony polskiej wsi Rybcza, dowódca jednego odcinków obrony wsi, żołnierz AK, od września 1943 dowódca samoobrony wsi.
Po zajęciu Rybczy przez Armię Czerwoną (17 marca 1944) wcielony do istriebitielnego batalionu NKWD w Krzemieńcu. 12 maja 1944 wstąpił do Armii Polskiej w ZSRR pod dowództwem Zygmunta Berlinga. Skierowany do Sum, wcielony do formowanej tam 4 Dywizji Piechoty. Jako dowódca plutonu ckm uczestniczył w przełamaniu Wału Pomorskiego, zdobyciu Kołobrzegu oraz bitwie o Berlin.
25 maja 1945 4 Dywizja Piechoty została wydzielona ze składu Wojska Polskiego jako podstawa do formowania Korpusu Bezpieczeństwa Wewnętrznego – wojsk wewnętrznych podporządkowanych Ministerstwu Bezpieczeństwa Publicznego, z przekazaniem składu osobowego. Jan Niewiński został awansowany do stopnia porucznika. Kolejno: dowódca plutonu kawalerii w Szkole Oficerskiej KBW, dowódca plutonu w kompanii politycznej, po ukończeniu kursu dla oficerów instruktorów wychowania fizycznego – starszy wykładowca w podoficerskim pułku szkolnym KBW w Szczytnie. 
Od 1948 starszy inspektor wyszkolenia w Oddziale Wyszkolenia Bojowego Wojsk KBW Ministerstwa Bezpieczeństwa Publicznego w Warszawie. Po ukończeniu przyspieszonego rocznego kursu dla oficerów na Akademii Wychowania Fizycznego awansowany do stopnia kapitana KBW i mianowany na szefa wyszkolenia fizycznego wojsk KBW. Skierowany do władz Zrzeszenia Klubów Sportowych „Gwardia”, struktury organizacyjnej podporządkowanej MBP kierującej organizacjami sportowymi w strukturach Ministerstwa Bezpieczeństwa Publicznego, a po jego likwidacji (1954) w strukturach Ministerstwa Spraw Wewnętrznych (tzw. gwardyjskimi klubami sportowymi). Jednocześnie wiceprezes paramilitarnego Warszawskiego Okręgowego Związku Gimnastycznego.
W 1956 (w czasie odwilży gomułkowskiej) wyznaczony na sekretarza generalnego Zrzeszenia Klubów Sportowych „Gwardia”. Funkcję pełnił przez kilka kadencji, z akceptacją Głównego Komitetu Kultury Fizycznej przekształcił Zrzeszenie w Federację Klubów Sportowych „Gwardia”, w którym kluby posiadały osobowość prawną. Dokonał wówczas szeregu zmian personalnych, narażając się na zarzut antysemityzmu. Sam Niewiński twierdził, że zdecydowana większość osób, które zwolnił była Polakami, oraz że nie kierował się kryterium narodowości czy wyznania. W latach 1961–1964 i 1969–1972 był członkiem zarządu Polskiego Komitetu Olimpijskiego, w latach 1964–1968 kierował jego Komisją Sportową. Z racji funkcji uczestniczył w letnich igrzyskach olimpijskich w Rzymie (1960), Tokio (1964) i Meksyku (1968).
W 1974 przeszedł w stan spoczynku, w stopniu pułkownika. W latach 1972–1975 początkowo komisaryczny, następnie zwyczajny prezes Polskiego Związku Bokserskiego. Organizator Kongresu Europejskiego Boksu w Warszawie i Mistrzostw Europy w Boksie w Katowicach w 1975.
W 1973 nabył dwuhektarową działkę w pobliżu Lasu Kabackiego, na której po przejściu w stan spoczynku zorganizował i prowadził gospodarstwo ogrodnicze uprawy tulipanów. Był prezesem Związku Plantatorów Kwiatów Cebulowych przy Centrali Skupu w Ożarowie.
W latach 90. XX wieku zlikwidował plantację i zajął się działalnością społeczną. Od roku 1995 wydawał biuletyn „Głos kresowian”. W 1997 zorganizował I Forum Organizacji Kresowych i Kombatanckich, a rok później powołał Ogólnopolski Komitet Obchodów 55. Rocznicy Ludobójstwa Nacjonalistów Ukraińskich na Ludności Polskiej Wołynia i Małopolski Wschodniej, któremu przewodniczył również w 60 i 65 rocznicę.
22 maja 1999 roku z inicjatywy Niewińskiego powstał w Warszawie Kresowy Ruch Patriotyczny, skupiający 37 organizacji kresowych, któremu przewodniczył do 2014. Powołał również w 2007 r. Ogólnopolski Komitet Budowy Pomnika Ofiar Ludobójstwa dokonanego przez OUN-UPA, któremu przewodniczył. Następnie prezes honorowy Patriotycznego Związku Organizacji Kresowych i Kombatanckich, zawiązanego 20 września 2014 w Warszawie i prezes Społecznej Fundacji Pamięci Narodu Polskiego.
Zmarł 13 marca 2015 roku w Warszawie w wieku 95 lat. Został pochowany obok żony na cmentarzu w Warszawie-Pyrach.

## Publikacje
- Jan Niewiński: Stosunki polsko-ukraińskie "Głos Kresowian". Warszawa, 2005, Wydawnictwo: Muzeum Historii Polskiego Ruchu Ludowego. ISBN 83-60093-10-5